# 希腊车辆号牌

希腊车牌

希腊车辆号牌（希臘語：Πινακίδες κυκλοφορίας οχημάτων της Ελλάδας），由3个字母及4个数字组成。(如：ΑΑΑ-1000)。其中，字母代表车辆注册地区，数字为顺序码，从1000到9999依次编码。
除雅典、塞萨洛尼基例外，其他地区均使用前两个字母表示所在地区，第3个字母兼用作顺序码。例如：ΑΧΑ-1000, 中的ΑΧ 代表阿哈伊亚州. 当车牌号编码达到ΑΧΑ-9999 时，再使用 ΑΧΒ-1000车牌号。字母只使用Α, Β, Ε, Ζ, Η, Ι, Κ, Μ, Ν, Ο, Ρ, Τ, Υ, Χ共14个字母(依照希腊字母顺序)，这些字母为希腊字母与拉丁字母字形相同的字母。这是因为希腊为维也纳道路交通公约签约国，该公约附则2要求车牌编码应使用拉丁字母与数字的组合。

## 车辆号牌地区
- ΑΒ 卡瓦拉州 - 卡瓦拉 {摩托车}
- ΑΖ 阿哈伊亚州 - 帕特雷
- ΑΕ 拉西锡州 - 圣尼古拉奥斯 (将来使用)
- ΑΗ 克桑西州 - 克桑西 (ΑΗΗ省略)
- ΑΙ 埃托利亚-阿卡纳尼亚州 - 阿格里尼翁区域 (ΑΙΙ省略)